# Tapponia superba
Tapponia superba är en spindelart som först beskrevs av Tamerlan Thorell 1887. Tapponia superba ingår i släktet Tapponia och familjen lospindlar.
Artens utbredningsområde är Myanmar. Inga underarter finns listade i Catalogue of Life.